# Oliver Jackson
Oliver "Bops" Jackson (28. april 1933 i Detroit – 27. maj 1994 i New York City) var en amerikansk jazztrommeslager. 
Jackson har spillet med Yusef Lateef, Thad Jones, Teddy Wilson, Tommy Flanagan, Benny Goodman, Lionel Hampton og Oscar Peterson. 
Hans tilnavn "Bops" stammer fra et variete-show kaldet Bops and Locke, som han dannede med trommekollegaen Eddie Locke.
Jackson har lavet omkring en håndfuld plader i eget navn.